# Aldo Castellani
Aldo Luigi Mario Castellani (Firenze, 8 settembre 1874 – Lisbona, 3 ottobre 1971) è stato un medico, batteriologo e patologo italiano.
È stato lo scopritore del Trypanosoma brucei, il microrganismo che attraverso la puntura della mosca tse-tse provoca la malattia del sonno nell'Africa tropicale.

## Biografia

### Fanciullezza e adolescenza
Aldo Castellani nacque a Firenze l'otto settembre del 1874. Quando era ancora molto piccolo, trascorse un breve periodo di tempo in un villaggio toscano fuori Firenze. Il bambino infatti era anemico e veniva mandato in campagna per la paura che potesse contrarre la scrofola, malattia molto diffusa in quel periodo. Presto però il piccolo Aldo fu riportato a Firenze dalla madre che soffriva per la lontananza. Questa donna, molto amata dal figlio, rimase orfana quando era una bambina, fu cresciuta dal padrino barone Bettino Ricasoli, e vantava la presenza di una santa in famiglia, Santa Veronica Giuliani (1660-1727). Aldo non aveva lo stesso rapporto con entrambi i genitori, infatti se da una parte voleva molto bene alla madre, per il padre, che trascorreva la maggior parte del tempo nel Chianti dove produceva vino, sentiva soltanto rispetto filiale. Inoltre provava una sorta di indifferenza verso i fratelli, più grandi di otto anni, e verso la nonna paterna, che quasi odiava perché era crudele con lui, ma soprattutto perché lo era con la madre.
Quando aveva quattro anni fu mandato all'asilo dove ai bambini veniva insegnato a coltivare la terra. Qualche anno dopo andò con la madre a Viareggio, luogo in cui trascorrevano qualche mese all'anno, sempre per preservare la sua salute. Qui il giovane Castellani, spinto dalla madre, prese lezioni di musica, un campo che detestò fino all'odio. Dopo l'asilo frequentò diverse scuole preparatorie a Roma, Firenze e altre località. Il padre poi scelse per lui una scuola tecnica, sicuro che il proprio figlio volesse diventare un agricoltore, ma dopo tre anni il ragazzo, d'accordo con la madre e all'insaputa del padre, decise di ricevere un'istruzione classica e conseguì brillantemente la licenza ginnasiale e liceale.

### Istruzione medica
Nel 1893 si iscrisse alla Facoltà di Medicina dell'Università di Firenze, riuscendo a laurearsi nel 1899. A quei tempi il corso di medicina in Italia durava sei anni, più a lungo che in qualsiasi altro paese, ad eccezione dei Paesi Bassi dove gli anni erano otto. L'unico sport che praticò fu la scherma, vincendo anche una medaglia d'oro in un torneo a Praga. Il professore universitario Pietro Grocco lo nominò "studente interno", in altre parole viveva nell'ospedale dell'Università come una sorta di assistente volontario.
In questo periodo si appassionò alla pratica della percussione (questa pratica consiste nel battere il dito medio destro sul dito medio sinistro appoggiato sul corpo del paziente, udendo rumori diversi a seconda della densità degli organi e dei tessuti). Per questo motivo i colleghi gli affibbiarono il soprannome di "Martellino". Suo professore di anatomia fu Guido Banti, abile clinico, che diede il nome al "morbo di Banti". Dermatologia gli fu insegnata da Celso Pellizzari, mentre Alessandro Lustig, famoso per il vaccino-peste, si occupò della batteriologia.
Trascorreva i mesi estivi girando l'Inghilterra e visitando numerosi ospedali, come per esempio quello di Charing Cross a Londra. Nel luglio del 1899 discusse la sua tesi sull'isolamento del bacillo del tifo dal sangue che fu approvata cum maxima laude. Gli anni successivi li passò in Germania, precisamente all'Università di Bonn, dove era solito recarsi chi desiderava progredire nella professione. Il suo interesse per i Tropici e le relative malattie lo condussero a Londra dove frequentò la Scuola di Medicina Tropicale.

### Uganda e Ceylon
Nel 1902 Aldo Castellani fu indicato come uno dei partecipanti alla spedizione in Africa equatoriale ed Uganda per condurre ricerche su un'epidemia di malattia del sonno che stava sterminando gli indigeni. Il 12 novembre 1902 notò in diversi casi di malaria la presenza del tripanosoma, scoperta che fu confermata e ampliata da una seconda spedizione che prese corpo nel 1903, la quale giunse alla conclusione che la malattia era trasportata dalla mosca tse-tse (Glossina palpalis). Il 7 aprile del 1903 partì per tornare a Londra dove due mesi dopo fu nominato dal Ministro delle Colonie professore dell'Università di Medicina di Colombo e direttore dell'Istituto batteriologico a Ceylon, l'odierna Sri Lanka, dove rimase dal 1903 al 1915.
A Ceylon Aldo Castellani era professore di medicina tropicale e di dermatologia presso la Scuola di Medicina, direttore dell'Istituto Batteriologico governativo, direttore della Clinica Colombo per le Malattie Tropicali e medico presso la Corsia dei Marinai dell'Ospedale Generale di Colombo. Inoltre praticava un'intensa attività privata, alla quale però preferì sempre la ricerca. Nel 1905 scoprì e descrisse per la prima volta l'agente eziologico della framboesia. Nel 1910 durante una licenza in Inghilterra sposò Josephine Ambler Stead, dalla quale ebbe la sua unica figlia.

### Prima guerra mondiale
Nel 1915 fu chiamato dal Ministro della Marina di Roma e assegnato al servizio attivo. Poco prima che l'Italia dichiarasse guerra all'Austria (24 maggio 1915), partì per Salonicco, dove si fermò solo due giorni per poi ripartire verso la Macedonia e la Serbia, luoghi in cui la guerra aveva già causato numerose perdite. In Serbia fu aggregato all'ospedale militare anglo-serbo, per poi spostarsi in Macedonia agli inizi del 1917. Il 17 ottobre del 1917, in seguito all'umiliante sconfitta a Caporetto, il Governo italiano richiamò tutti gli ufficiali medici in servizio presso i Paesi Alleati, compreso Castellani che si occupò principalmente della prevenzione della malaria.
All'inizio del 1918 il noto medico italiano fu scelto per rappresentare il proprio paese presso l'Office International d'Hygiène Publique, incarico che mantenne anche dopo l'armistizio annunciato l'11 novembre del 1918 mentre egli si trovava a Londra. L'anno dopo la fine della prima guerra mondiale, Aldo Castellani fu inviato in Polonia, un paese completamente devastato dalla guerra. Nel 1920, trovandosi a Varsavia, assistette, senza esserne coinvolto, all'invasione russa, conclusasi con la vittoria polacca e il Trattato di Riga firmato il 21 marzo 1921.

### Professione in Harley Street
Per oltre vent'anni (1920-1940) praticò la sua professione in Harley Street, strada del quartiere di Westminster a Londra, dove abitarono fin dal XIX secolo numerosi specialisti di medicina e chirurgia, e dove diventò molto amico di Sir Edward Marshall-Hall, il più grande penalista inglese degli anni venti. In questo periodo fu medico di Rodolfo Valentino e di molti altri personaggi dello spettacolo, della musica, nonché dell'arte, pittori, scultori e architetti, come Peter de Laszolo, Romano Romanelli e Sir Herbert Baker. Alla fine degli anni venti ebbe in cura altri giovani destinati a occupare un posto di rilievo nel campo della politica. Inoltre lo consultarono diversi ammiragli e generali molto famosi, il più noto dei quali fu Lord Beatty. Di quest'ultimo visitò la moglie, Lady Beatty, promulgatrice in Inghilterra del "Coueismo", movimento che prende nome dal suo iniziatore Emile Couè, farmacista francese vissuto nella prima metà del Novecento, il quale fu apostolo dell'auto-suggestione, essendo convinto che la forza di suggestione era un'arma terapeutica superiore di molto alle medicine.
Castellani conobbe e curò anche molti diplomatici, quale per esempio Sir Ronald Graham, ambasciatore inglese a Roma, e tutti gli ambasciatori italiani in Inghilterra dagli anni venti fino alla seconda guerra mondiale. Durante l'esercizio della sua professione ebbe anche la possibilità di incontrare e conoscere membri della vecchia e della nuova aristocrazia europea.
Divenne molto amico di Guglielmo Marconi e contribuì al movimento accademico che conferì al fisico una cattedra all'Università di Roma. Sotto le sue cure passarono personaggi di stirpe reale, come Re Giorgio di Grecia, l'Infante Alfonso d'Orléans, Re Umberto II d'Italia e diversi membri di casa Savoia, ma anche sovrani dell'India e dell'Estremo Oriente.

### Mussolini come paziente
Aldo Castellani, che fu un monarchico per tutta la vita, ebbe l'occasione di curare Benito Mussolini, il quale soffriva di ulcera duodenale. Il primo incontro si svolse nell'ottobre 1925, poi dal 1926 ci furono un paio di incontri annui fino al 1943. Proprio grazie ai rapporti che si instaurarono tra il medico e il dittatore italiano, all'epoca della visita romana di Hitler a Palazzo Venezia, Aldo Castellani ebbe l'opportunità di conoscere il dittatore tedesco. Fu anche medico del fratello di Mussolini, Arnaldo, morto in seguito a un disturbo cardiaco, e della moglie, Donna Rachele, che nel 1924 manifestò sintomi di disturbi polmonari.
Con Donna Rachele aveva l'abitudine di discutere molto, in particolare un giorno il discorso cadde sulla convenienza che gli studenti di medicina ricevessero un miglior addestramento pratico prima di iniziare ad esercitare. Pochi mesi dopo al senato fu approvata la legge che istituì l'Esame di Stato per la pratica medica. Aldo Castellani ebbe in cura anche molti ministri ed altri personaggi dell'entourage di Mussolini. Nel 1932 l'Accademia d'Italia gli conferì il "premio Mussolini" per le scienze.

### Insegnamento a Londra, New Orleans, Roma e fondazione dell'Istituto Ross
Alla fine del 1920 Aldo Castellani fu smobilitato dal servizio di medico ufficiale e gli furono assegnate onorificenze da ogni Paese in cui aveva operato durante la prima guerra mondiale: Italia, Inghilterra, Serbia e Polonia. Nel 1924 prese parte a un congresso organizzato dall'American United Fruit Company a Kingston sui problemi della sanità nei Tropici. Alla conclusione di questo ebbe l'occasione di visitare diverse zone dell'America centrale, in particolare l'Honduras, Panama e New Orleans dove si trovava durante la Grande depressione del 1929.
In questo periodo trascorreva alcuni mesi a New Orleans e il resto dell'anno a Londra, città in cui nel 1923, con l'aiuto di Sir William John Ritchie Simpson, fondò un istituto di ricerca in onore di Sir Ronald Ross. L'istituto fu inaugurato il 15 luglio 1926 dal Principe di Galles; Sir Ronald fu nominato Direttore Capo, Sir Simpson divenne direttore del reparto d'Igiene, mentre Castellani direttore per la Medicina Tropicale e Dermatologia. Per questo e tutto ciò che rappresentava Aldo Castellani, il Re Vittorio Emanuele III lo nominò Senatore del Regno d'Italia il 2 marzo 1929. Dal 1930, dopo aver accettato anche la cattedra all'Università di Roma, trascorreva sei mesi a Londra, tre mesi a New Orleans e tre mesi a Roma, organizzando sempre in maniera perfetta il proprio lavoro, circondato in ogni situazione da colleghi di primissimo ordine, e soprattutto non abbandonando mai la ricerca.

### Guerra in Etiopia
Nel 1935 Aldo Castellani si trovava a Roma per il corso annuale all'Università e aveva in cura il ministro delle colonie, Alessandro Lessona. Questo gli comunicò che Mussolini voleva conferirgli il grado di generale medico nella guerra d'Etiopia, al confine con l'Eritrea, incarico che accettò, interessandosi dell'organizzazione medica per la spedizione basata su una profilassi con chinino. A tale spedizione partecipò anche la Principessa di Piemonte e futura regina d'Italia, Maria Josè di Savoia, in qualità di infermiera, avendo appreso nozioni di malattie tropicali proprio da Aldo Castellani. Egli, durante l'esperienza africana, entrò anche in contatto con un sessantottenne generale Pietro Badoglio, il quale fu poi rimpiazzato da Rodolfo Graziani.
Per i servigi resi nella guerra etiopica il Re Vittorio Emanuele III conferì il titolo ereditario di conte di Chisimaio ad Aldo Castellani, che vide inciso sul suo stemma "Salus militum victoriae pignus"(La salute dei soldati è pegno di vittoria). Umberto II gli concesse anche il titolo di Marchese (ereditabile dalla figlia Jacqueline). Grazie anche all'aiuto del medico italiano, la guerra etiopica suscitò grande interesse per l'esiguo numero di morti per malattia, sebbene fosse stata combattuta in regioni tropicali.

### Seconda guerra mondiale
Il 10 giugno 1940 Italia e Inghilterra, su fronti opposti, fecero il loro ingresso nella seconda guerra mondiale. In questo periodo Aldo Castellani risiedeva a Londra e, poiché non pensò mai di cambiare la sua cittadinanza pur avendo vissuto tanto tempo nel Regno Unito, fu costretto a rifugiarsi in Ambasciata dove divenne consulente medico ufficiale. Dopo pochi giorni Aldo Castellani prese un treno per Glasgow per poi imbarcarsi su una nave diretta a Lisbona. Da qui, il medico italiano partì a bordo di un'altra nave per arrivare il 6 luglio a Messina e giungere in giornata a Roma, dove entrò in contatto col generale Badoglio e il ministro della marina, ammiraglio Domenico Cavagnari, dal quale fu inviato in Libia. Prima di giungere nella regione africana dovette recarsi a Parigi, precisamente all'Istituto Pasteur, per fare rifornimento di sieri e vaccini che a quell'epoca scarseggiavano in Italia.
Grazie al servizio reso in campo e negli ospedali della Libia, Aldo Castellani ricevette la Medaglia d'Argento al Valore sul Campo. Quando nel febbraio del 1941 i tedeschi arrivarono a Tripoli, al medico italiano fu ordinato di occuparsi dell'organizzazione medica per l'esercito tedesco. Durante il 1942 mentre l'esercito italiano vantava delle condizioni di salute che continuavano ad essere soddisfacenti, tra le truppe tedesche infuriò un'epidemia di itterizia. Il 27 ottobre 1942 fu nominato generale in capo per tutti i teatri di guerra. Pochi mesi dopo, il 19 gennaio salpò da Tripoli per raggiungere Roma.
Durante la sua esperienza africana il medico Castellani ebbe l'occasione di confrontarsi con il servizio medico del corpo tedesco e, sebbene i suoi componenti e i suoi ospedali da campo fossero discreti, li riteneva inferiori allo standard italiano, principalmente per quanto riguarda l'igiene. Inoltre i medici italiani erano forti delle esperienze avute in Somalia, Eritrea e Etiopia, dove furono a contatto con malattie tropicali quali la dissenteria, essenzialmente batterica, molto diffusa in Libia, e la malaria che si manifestò in un piccolo focolaio a sud di Tribali. Nel 1940 curiosa fu una diffusione di molti casi di reumatismi, analizzati poi da Castellani che, con l'osservazione di altri sintomi, diagnosticò come scorbuto. Pochi furono i casi di malattie infettive: il tifo tra i soldati, così come la peste tra le popolazioni furono presto debellati con pronti vaccini, mentre molto comune erano le ulcere delle gambe, di cui soffrivano sia le truppe italiane che quelle tedesche, e le miasi o infezioni da larva di ferita di guerra che venivano curate con una spruzzata di etere, il quale le immobilizzava uccidendole. In Africa oggetto particolare di studio da parte di Aldo Castellani furono le reazioni mentali e fisiche dei soldati e dei civili esposti a bombardamenti ed azioni nemiche di vario genere. I comportamenti che riscontrò e le reazioni che si manifestarono, tutti di tipo nervoso, andavano dall'eruzione cutanea orticaria, all'eccitazione erotica, fino a casi dove lo sventurato perdeva la voce per poi riacquistarla anche dopo mesi. Inoltre osservò i movimenti istintivi di individui esposti improvvisamente a bombardamenti, descrivendo il più comune noto come "il gesto di copertura della testa".
Nel 1943 a Roma, aiutato dall'esperto radiologo Francesco Paroni, studiò il comportamento del cuore e di altri organi in condizioni limite, quali il bombardamento. Dopo le vicissitudini che portarono Mussolini da prigioniero in Abruzzo a capo della Repubblica di Salò, quando agli ufficiali dell'Esercito e della Marina fu concesso di scegliere tra il dichiararsi a favore della Repubblica fascista dell'Italia settentrionale e il dare le dimissioni, Aldo Castellani scelse la seconda possibilità. Negli ultimi giorni della dominazione tedesca la sua clinica era piena di pseudopazienti con nomi e diagnosi fittizie in cerca di riparo fino all'arrivo degli alleati.
Giunti gli americani a Roma, il brigadier generale Edgar Erskine Hume fu nominato governatore e scelse Castellani come consulente senior per la Medicina e l'Igiene Pubblica presso il Comando Militare alleato. Hume lasciò presto Roma e il suo posto fu preso da tale colonnello Charles Poletti che firmò un decreto per la rimozione dall'Università di Roma di tutti i professori che avevano partecipato alla guerra di Etiopia o al conflitto mondiale (ritenute guerre fasciste). Ovviamente fu colpito dal decreto anche Aldo Castellani che aveva preso parte a entrambe le guerre. Successivamente grazie a un intervento di Hume riebbe il posto di professore all'Università e di direttore della Clinica Tropicale della stessa. L'indagine svolta per investigare l'operato dei senatori durante il fascismo non lo toccò, considerando che il suo unico intervento in senato fu per discutere riguardo alla vivisezione quale male necessario per il progresso della scienza. Nel 1946 il Principe e la Principessa di Piemonte gli assegnarono l'incarico di organizzare un ambulatorio al palazzo reale.

### Scortando una regina in esilio
Dopo il plebiscito che portò alla Repubblica, Aldo Castellani, incaricato direttamente dal Re Umberto II, fu protagonista del viaggio che condusse la regina e i suoi figli dall'Italia al Portogallo dove visse per un periodo con la famiglia reale, ormai deposta. Questa situazione gli diede la possibilità di viaggiare molto in veste di accompagnatore ufficiale della regina Maria Josè di Savoia e di incontrare personaggi illustri. Visitò Ginevra ospite di re Leopoldo III del Belgio, fratello della Regina, poi ritornò a Roma dove fu invitato dal papa Pio XII a castel Gandolfo.
Affascinanti le sue gite in Spagna dove ammirò le città moresche di Granada, Cordova, Malaga e Siviglia. Prima del ritorno in Portogallo fece tappa in Marocco dove a Marrakesh fu ospite del Pascià. Nel 1947 il Governo Portoghese nominò Aldo Castellani titolare di una cattedra nell'Istituto delle Malattie Tropicali di Lisbona dove gli fu assegnato un piccolo laboratorio grazie al quale poté proseguire le sue ricerche nei campi della medicina tropicale, dermatologia tropicale, batteriologia e micologia. Ottenne il titolo di Marchese e di Conte di Chisimajo Morì a Lisbona il 3 ottobre 1971, dopo aver trascorso l'ultimo periodo della sua vita insieme alla famiglia di Re Umberto II.

## Opere
La sua opera maggiore è il Manuale di clinica tropicale (Torino, Rosenberg e Sellier, 1937), scritto in collaborazione con Igino Jacono. Castellani pubblicò più di 400 lavori su riviste scientifiche europee ed americane. Scrisse anche un libro di memorie: "Fra microbi e Re", Rusconi e Paolazzi editori, Milano, 1961.